# Irwindale
Irwindale est une ville située dans le comté de Los Angeles, dans l'État de Californie, aux États-Unis. Sa population s’élevait à 1 422 habitants lors du recensement de 2010, estimée à 1 461 habitants en 2017.

## Géographie
Irwindale est située dans la banlieue nord de Los Angeles.
Selon le Bureau du Recensement, elle a une superficie de 24,5 km2, dont 0,4 km2 de plans d'eau, soit 1,80 % du total.

## Démographie
| 1960  | 1970 | 1980  | 1990  | 2000  | 2010  |
| ----- | ---- | ----- | ----- | ----- | ----- |
| 1 518 | 784  | 1 030 | 1 050 | 1 446 | 1 422 |